# Matelea correllii
Matelea correllii är en oleanderväxtart som beskrevs av D.L. Spellman. Matelea correllii ingår i släktet Matelea och familjen oleanderväxter. Inga underarter finns listade i Catalogue of Life.